# Vyāsa (cràter)
Vyāsa és un cràter d'impacte en el planeta Mercuri de 297 km de diàmetre. Porta el nom del poeta indi Vyāsa (fl. 1500 aC.), i el seu nom va ser aprovat per la Unió Astronòmica Internacional el 1979.
Es tracta d'un cràter antic cobert per dos cràters més joves, Stravinsky i Sholem Aleichem